# Cydnus Rupes
Cydnus Rupes es el nombre de una falla geológica sobre la superficie de Marte. Cydnus Rupes está localizada con el sistema de coordenadas centrados en 67.34 grados de latitud Norte y 136.85° de longitud Este. El acantilado es rectilíneo y diagonal en sentido norte-sur.
El nombre fue aprobado por la Unión Astronómica Internacional en 1985 y hace referencia a la característica de albedo homónima, que toma el nombre del Río Berdan, que en el pasado era conocido como río (en latín) Cydnus.